# Енлик — Кебек

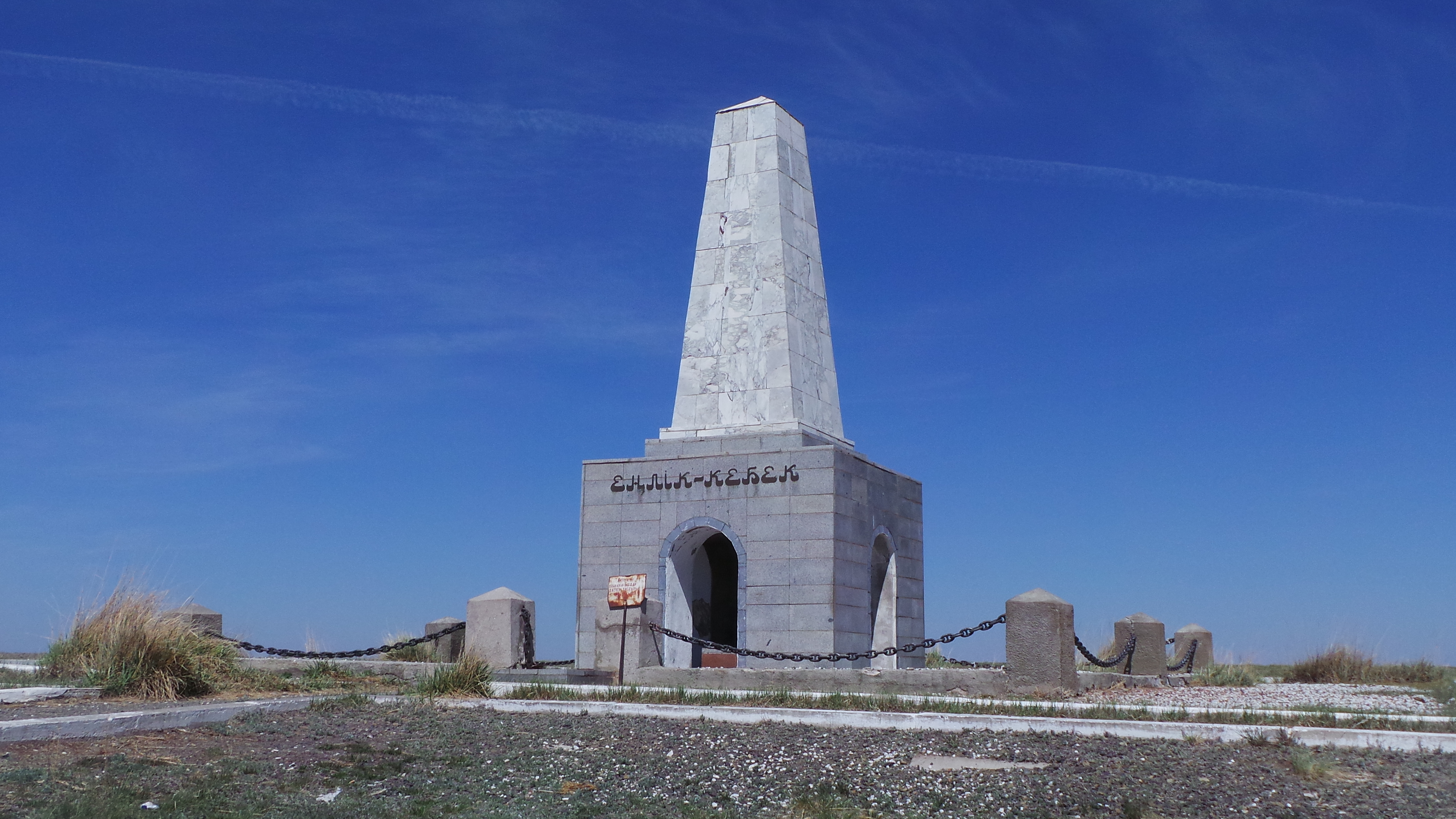
Памятник Енлик — Кебек в Абайском районе Абайской области

«Енлик — Кебек» (каз. «Еңлік — Кебек») — казахская социально-бытовая поэма, повествующая о любви джигита Кебека и красавицы Енлик, о трагической гибели, на которую их обрекли жестокие обычаи.

## История
Впервые поэма под названием «Слово, сохранившееся в памяти казахов» была опубликована в газете «Дала уалаяты» (№ 31—39) в 1892 году. В этом варианте события поэмы освещаются с народной точки зрения, его отличает сочувствие влюблённым и ненависть к их гонителям. Несмотря на отдельные недостатки в композиции, языке и стиле, поэма ценна достоверностью и типичностью изображённого в ней конфликта. В 1900 году в № 46 газеты «Дала уалаяты» был опубликован другой вариант поэмы под названием «История быта казахов», в котором сохранена исходная сюжетная линия, но герои носят другие имена.
Социальной остротой, сатирическим изображением суда биев интересна поэма Магауии Кунанбаева, по сюжету и композиции близкая к первому варианту. В 1960 году она была издана в сборнике «Поэмы» в Алма-Ате.
В 1912 году в Семипалатинске вышла в свет поэма Шакарима Кудайбердиева «Несправедливое наказание», в которой автор дал свою трактовку основной темы поэмы «Енлик — Кебек», подчеркнув историческую достоверность описываемых событий, которые он отнёс к 1780 году.
В 1917 году М. О. Ауэзов написал трагедию «Енлик — Кебек», которая многие десятилетия не сходит со сцен казахских драматических театров. Трагедия состоит из четырёх актов, пяти действий. Впервые «Енлик — Кебек» был поставлен в ауле Абая в 1917 году, режиссёром и суфлёром этой постановки выступил сам автор. В 1923, 1943 и 1956 годах пьеса несколько раз перерабатывалась. Если в первых вариантах автор критиковал межродовую распрю, в последующем пьеса изобличала всю феодально-иерархическую систему, приобрела высокий гражданский пафос.
В 1924 году члены Центрального клуба КАССР Всероссийского Союза Коммунистической молодёжи поставили второй вариант пьесы. В ней принимали участие К. Ерназарова (Енлик), Ж. Сарсенбин (Кебек), Р. Асылбеков (Есен), Ж. Ауэзов (Караманде), С. Муканов (Кубей), С. Байгожин (Еспембет), Е. Умурзаков (Жапал) и другие. В 1926 году спектаклем «Енлик — Кебек» открылся Казахский театр драмы (режиссёр С. Кожамкулов).
После постановки в 1933 году режиссёром М. Г. Насоновым очередного варианта, «Енлик — Кебек» ставили в Семипалатинском (1935 год, режиссёр О. Букеев), Чимкентском (1939 год, режиссёр Х. Шаженов) и других областных театрах на казахском, русском, корейском языках.
Третий вариант пьесы ставился на сцене Казахского театра драмы в 1957 году и получил высокую оценку на Декаде казахской литературы и искусства в Москве в 1958 году.